# Calera (Alabama)
Calera is een plaats (city) in de Amerikaanse staat Alabama, en valt bestuurlijk gezien onder Chilton County en Shelby County.

## Demografie
Bij de volkstelling in 2000 werd het aantal inwoners vastgesteld op 3158.
In 2006 is het aantal inwoners door het United States Census Bureau geschat op 8329, een stijging van 5171 (163,7%).

## Geografie
Volgens het United States Census Bureau beslaat de plaats een oppervlakte van
33,5 km², waarvan 33,4 km² land en 0,1 km² water.

## Plaatsen in de nabije omgeving
De onderstaande figuur toont de plaatsen in een straal van 24 km rond Calera.